# جوانان (فیلم ۱۹۶۱)
جوانان (به انگلیسی: The Young Ones) یک فیلم سینمایی موزیکال بریتانیایی محصول سال ۱۹۶۱ به کارگردانی سیدنی جی. فیوری و با بازی کلیف ریچارد، رابرت مورلی، کارول گرای و شان سالیوان است. 